# Myrne (rejon chmielnicki)
Myrne (ukr. Мирне, przed 2016 Kirowka, ukr. Кіровка) – wieś na Ukrainie, w obwodzie winnickim, w rejonie chmielnickim, w hromadzie Kalinówka. W 2001 liczyła 645 mieszkańców, spośród których 627 wskazało jako ojczysty język ukraiński, 15 rosyjski, 1 białoruski, a 2 inny.